# Montfarville
Montfarville település Franciaországban, Manche megyében. Lakosainak száma 798 fő (2022. január 1.). Montfarville Barfleur, Anneville-en-Saire, Gatteville-le-Phare, Réville, Sainte-Geneviève és Valcanville községekkel határos.

## Népesség
A település népességének változása:
| Lakosok száma | 914  | 763  | 866  | 814  | 800  | 811  | 808  | 802  | 799  | 798  |
|               | 1968 | 1982 | 1990 | 2006 | 2013 | 2015 | 2017 | 2019 | 2020 | 2022 |